# Frontera entre l'Aràbia Saudita i els Emirats Àrabs Units
La frontera entre Aràbia Saudita i els Emirats Àrabs Units és la frontera que separa l'Aràbia Saudita dels Emirats Àrabs Units.

## Traçat
Segons l'acord de 1974, el límit segueix quatre segments rectes: primer s'estén des del punt d'unió entre les fronteres EAU/Oman i Aràbia Saudita/Oman al sud-oest, dos llargs a l'oest, després al nord-oest, i un curt cap al nord fins al Golf Pèrsic.
No obstant això, d'acord amb les reivindicacions dels Emirats, la frontera continua cap a l'oest al llarg del Golf Pèrsic al marge sud del khawr al-Udayd, davant del territori de Qatar.
La frontera és el límit oriental de la província Saudita  Ash-Sharqiyah i la frontera sud i sud-oest de l'emirat d'Abu Dhabi.

## Història
Les zones desèrtiques controlades per Abd-al-Aziz ibn Saüd, llavors a la conquesta dels territoris que es convertiran en l'Aràbia Saudita el 1932, i el Estats de la Treva, sota protectorat del Regne Unit des de 1892, entren en contacte en la dècada de 1920 pel Tractat de Jeddah de 1927, a canvi del reconeixement del seu control sobre l'Hijaz i el Nejd, Ibn Saud va acordar no posar en perill els emirats protegits pel Regne Unit.
Després de la independència dels Emirats Àrabs Units el 1971, el sultà dels Emirats Zayed va signar amb el rei saudita Fàysal un acord fronterer el 21 d'agost de 1974. El traçat deixa les aldees de la zona de la frontera oasi d'al-Breimi, fronterer amb Oman, i gran part del desert d'al-Zafra als EAU, mentre que l'Aràbia Saudita aconsegueix un accés a la costa entre els territoris de Qatar i l'emirat d'Abu Dhabi, al sud-est de la badia d'al-Udayd, i el control dels jaciments petrolífers de Shaybah.
Es va fer públic el 1995 quan va ser presentat a les Nacions Unides. Ratificat el 1993 per l'Aràbia Saudita, no pas pels Emirats Àrabs Units.
A mitjans de la dècada de 2000, després de la mort de sultà Zayed, les autoritats dels Emirats van desafiar l'acord de 1974 Els ministeris utilitzen un mapa que abasta el territori de la Federació fins a la frontera terrestre de Qatar. El traçat de 1974 i les seves conseqüències marítimes tindrien un impacte, per exemple, en el projecte Projecte de Gas Dolphin de gasoducte entre els EAU, Qatar i Oman.